# Moranopteris setosa
Moranopteris setosa är en stensöteväxtart som först beskrevs av Georg Friedrich Kaulfuss, och fick sitt nu gällande namn av R.Y.Hirai och J.Prado. Moranopteris setosa ingår i släktet Moranopteris och familjen Polypodiaceae. Inga underarter finns listade.